# Lucerne Valley, Kalifornien
Lucerne Valley är en ort (CDP) i San Bernardino County, i delstaten Kalifornien, USA. Enligt United States Census Bureau har orten en folkmängd på 5 811 invånare (2010) och en landarea på 273 km².